# Вілейка (станція)
Віле́йка (біл. Віле́йка) — проміжна залізнична станція Мінського відділення Білоруської залізниці на лінії Полоцьк — Молодечно між зупинними пунктами Куренець (8,2 км) та Зеніт (4,1 км). Розташована в місті Вілейка Вілейського району Мінської області.

## Пасажирське сполучення
На станції Вілейка зупиняються поїзди регіональних ліній економкласу до станцій Крулевщизна, Молодечно, Полоцьк та міжрегіональні поїзди до станцій Мінськ, Вітебськ та Полоцьк.